# Trygonorrhinidae
Die Trygonorrhinidae sind eine Mitte 2016 eingeführte Familie der Rochen (Batoidea). Zu der Familie gehören drei Gattungen mit insgesamt acht Arten aus der Gruppe der sogenannten Geigen- oder Gitarrenrochen.

## Merkmale

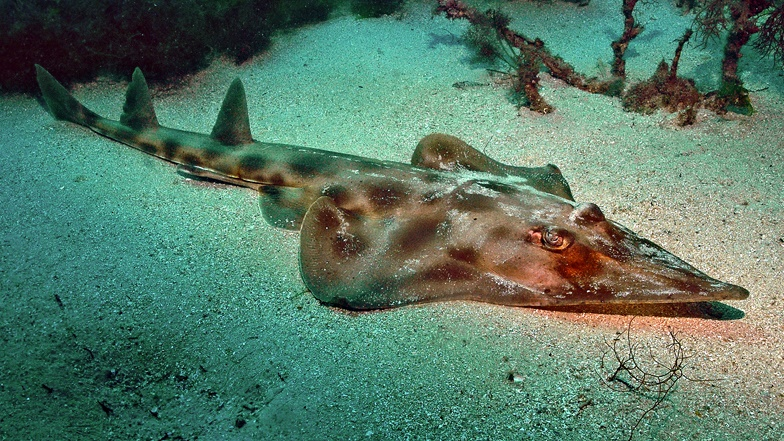
Aptychotrema rostrata

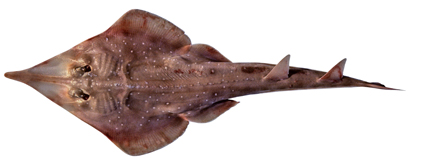
Aptychotrema timorensis

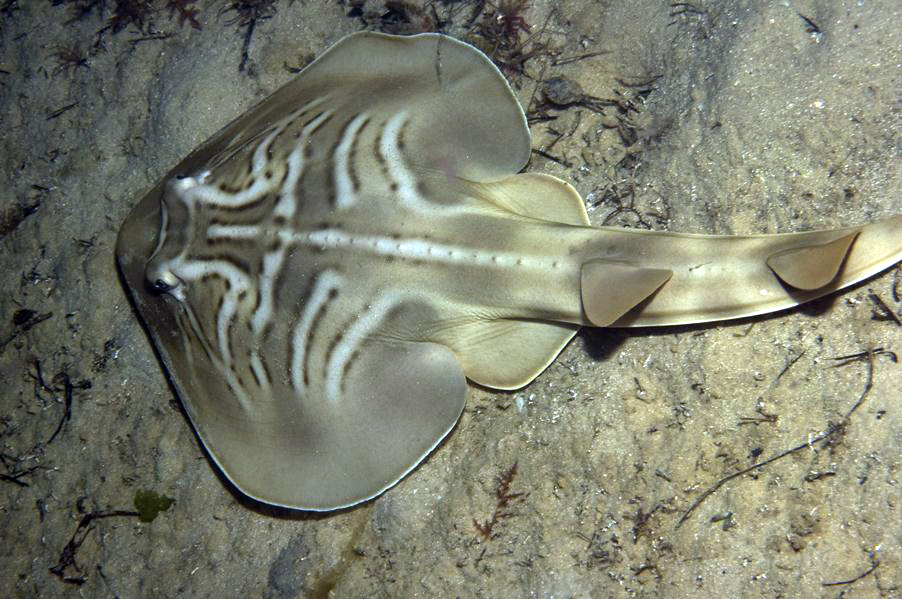
Trygonorrhina dumerilii

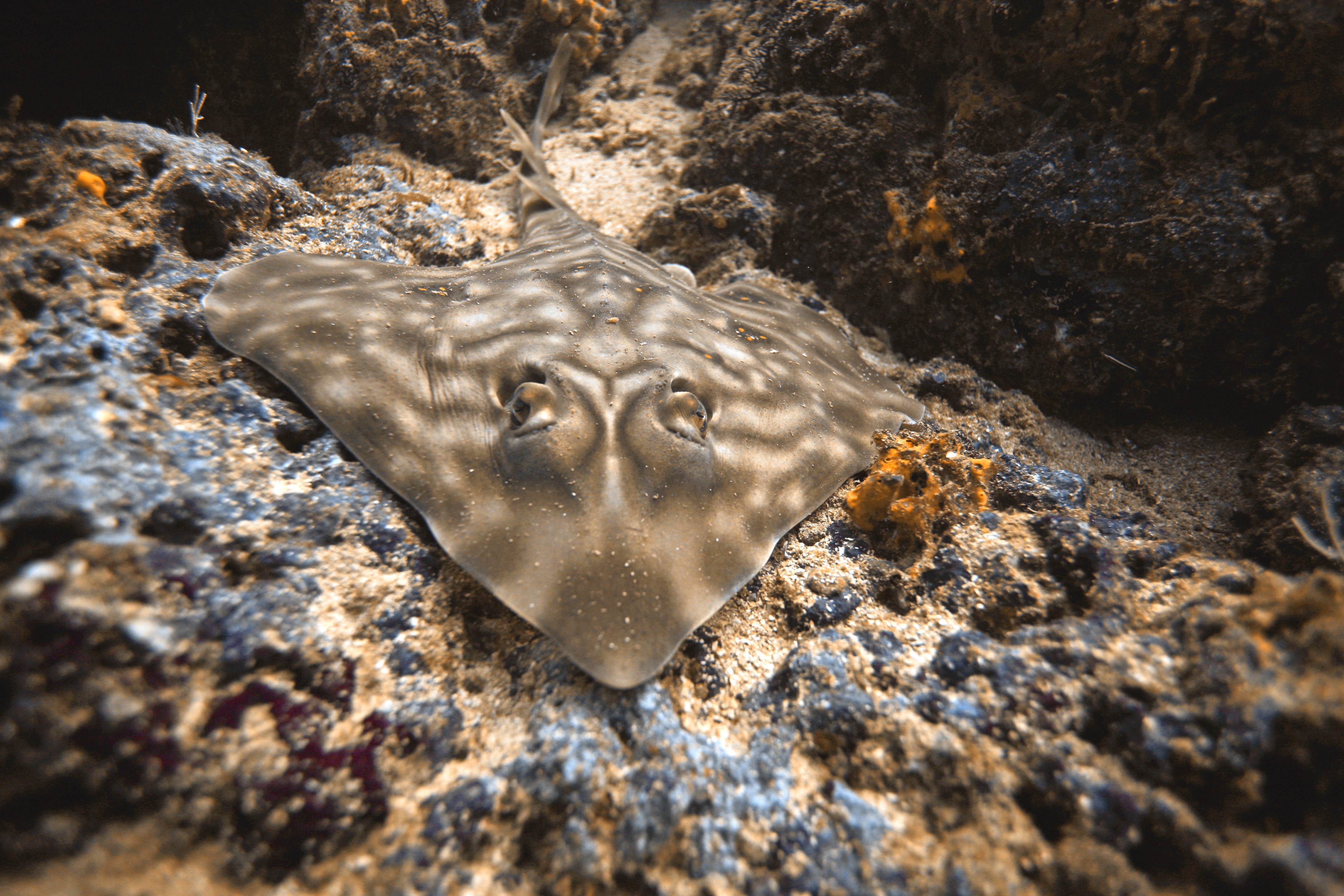
Zapteryx xyster

Die Arten der Trygonorrhinidae sind kleine bis mittelgroße Rochen mit einer Maximallänge von 1,5 Metern. Wie alle Geigenrochen vermitteln sie in ihrer Körperform zwischen den Haien und den typischen Rochen bzw. den Stechrochenartigen. Ihre Körperscheibe ist breit und annähernd oval (Trygonorrhina und Zapteryx) oder keilförmig (Aptychotrema), der Rumpf relativ schmal und abgeflacht. Das Rostrum ist sehr lang und zugespitzt oder kurz und abgerundet. Augen und Spritzloch sind klein bis mittelgroß, bei Trygonorrhina hat das Spritzloch einen deutlichen Hautlappen, der bei Aptychotrema und Zapteryx nur wenig entwickelt ist oder völlig fehlt. Die Nasenöffnungen sind klein und stehen mehr horizontal als schräg. Vor den Nasenöffnungen liegen unterschiedlich ausgebildete häutige, zweilappige Nasallappen mit langer Basis. Das Maul ist gerade oder stark gebogen.
Die Haut ist mit kleinen bis kräftigen Placoidschuppe bedeckt. Eine Reihe mittelgroßer bis sehr großer Dornen verläuft entlang der Rückenmittellinie. Kleine Felder vergrößerter Dornen liegen in der Nähe der Augen und auf den „Schultern“. Der Schwanz hat zu beiden Seiten je eine gut ausgebildete Hautfalte. Beide vereinen sich ventral an der Schwanzflossenbasis unmittelbar vor dem kleinen Schwanzflossenlobus. Die Bauchflossen liegen hinter der Körperscheibe und können eine kurze oder lange Basis haben. Die zwei Rückenflossen sind deutlich voneinander getrennt, die erste liegt etwas hinter den hinteren Spitzen der Bauchflossen.
Die Trygonorrhinidae zeigen auf ihrer Oberseite oft eine auffällige, aus schmalen und breiten Linien und Flecken bestehende Zeichnung. Die Ränder des Schädels und der Knorpel des Rostrums sind nicht scharf von der Schnauze abgegrenzt. Die Bauchseite ist hauptsächlich weiß, schwarze Flecken sind manchmal auf der Schnauzeunterseite und der hintere Scheibe vorhanden.
Die drei Arten der Gattung Aptychotrema ähneln mit ihrem keilförmigen Körper stark den Geigenrochen der Familie Rhinobatidae, unterscheiden sich von diesen jedoch durch das mehr gebogene Maul und die fehlenden oder nur schwach ausgebildeten Hautlappen an den Spritzlöchern.

## Systematik
Die Trygonorrhinidae unterscheiden sich in allen molekulargenetischen Studien deutlich von anderen Geigen- bzw. Gitarrenrochen. Bei Last und Kollegen nehmen sie innerhalb der Rhinopristiformes eine basale Stellung als Schwestergruppe aller anderen Familien ein, bei Aschliman und Mitarbeitern sind sie die Schwestergruppe der Rhinopristiformes und der Myliobatiformes. In einer Untersuchung der morphologische Charakteristika der Rochen wurde festgestellt, dass die ausgestorbenen Rochengattungen Stahlraja und Tlalocbatos aus der Kreidezeit eng mit den Trygonorrhinidae verwandt sind. Der Ursprung der Trygonorrhinidae und die Trennung von den übrigen Familien der Rhinopristiformes liegt demnach in der frühen Kreidezeit.

## Gattungen und Arten
- Gattung Aptychotrema
  - Aptychotrema rostrata (Shaw, 1794)
  - Aptychotrema timorensis Last, 2004
  - Aptychotrema vincentiana (Haacke, 1885)
- Gattung Trygonorrhina (Typusgattung)
  - Trygonorrhina dumerilii (Castelnau 1873)
  - Trygonorrhina fasciata (Müller & Henle, 1841)
- Gattung Zapteryx
  - Zapteryx brevirostris (Müller & Henle, 1841)
  - Zapteryx exasperata (Jordan & Gilbert, 1880)
  - Zapteryx xyster Jordan & Evermann, 1896